# Naperville (Illinois)
Naperville je město ležící v okresech DuPage County a Will County ve státě Illinois ve Spojených státech amerických. Po Chicagu, Auroře a Joliet jde o čtvrté největší město v Illinois. Na západě sousedí s Aurorou a zároveň se nachází asi 45 kilometrů jihozápadně od Chicaga, největšího města státu.
K roku 2020 zde žilo 149 540 obyvatel. S celkovou rozlohou 103 km² byla hustota zalidnění 1 476 obyvatel na km². Město bylo založeno v roce 1831 Josephem Naperem. Partnerským městem Naperville je slovenská Nitra.